# Acacia bavazzanoi
Acacia bavazzanoi é uma espécie de leguminosa do gênero Acacia, pertencente à família Fabaceae.